# 死囚唱片
死囚唱片（Death Row Records）是美國一家獨立唱片公司，1991年由D.O.C.、Dr. Dre與Suge Knight創立。死囚唱片以發布許多曾轟動一時的幫派饒舌作品聞名，旗下藝人皆為西海岸嘻哈歌手。1996年圖帕克·夏庫爾的死亡以及Dr. Dre的離開使唱片公司分崩離析，2006年宣告破產。

## 旗下藝人
- Dr. Dre
- 史努比狗狗
- 圖帕克·夏庫爾
- 奈特·道格
- Kurupt
- Daz Dillinger